# South Dakota Army National Guard
La South Dakota Army National Guard è una componente della Riserva militare della South Dakota National Guard, inquadrata sotto la U.S. National Guard. Il suo quartier generale è situato presso la città di Rapid City.

## Organizzazione
Attualmente, al 1 Gennaio 2024, sono attivi i seguenti reparti :

### Joint Forces Headquarters
- JFHQ, Army Element
- Medical Detachment
- Recruiting & Retention Battalion
- 82nd Civil Support Team - Ellsworth Air Force Base

### 196th Maneuver Enhancement Brigade
- Headquarters & Headquarters Company - Sioux Falls
- 115th Signal Network Company - Sioux Falls
- 235th Military Police Company (-) - Range Road
  - Detachment 1 - Sioux Falls
- 153rd Engineer Battalion
  -  Headquarters & Headquarters Company - Huron
  -  Forward Support Company - Huron
  -  211th Engineer Company (Sapper) - Madison
  -  200th Engineer Company (-) (Multirole Bridge) - Pierre
    - Detachment 1 - Chamberlain
    - Detachment 2 - Mobridge

  -  155th Engineer Company (-) (Vertical Construction) - Wagner
    - Detachment 1 - Parkston
- 109th Engineer Battalion
  -  Headquarters & Headquarters Company - Range Road
  -  Forward Support Company - Range Road
  -  842nd Engineer Company (-) (Horizontal Construction) - Spearfish
    - Detachment 1 - Belle Fourche
    - Detachment 2 - Sturgis
- 1st Battalion, 147th Field Artillery Regiment (MLRS), sotto il controllo operativo della 115th Field Artillery Brigade, Wyoming Army National Guard
  -  Headquarters & Headquarters Battery - Watertown
  -  Battery A - Aberdeen - Equipaggiata con 9 M-270A2
  -  Battery B - Sioux Falls - Equipaggiata con 9 M-270A2
  -  Battery C - Yankton - Equipaggiata con 9 M-270A2
  -  147th Forward Support Company - Watertown

### 109th Regional Support Group
- Headquarters & Headquarters Company - Duke Corning
- 881st Troop Command
  -  Headquarters & Headquarters Company - Sturgis
  - 129th Mobile Public Affairs Detachment - Camp Rapid
  - 216th Engineer Detachment Headquarters (Fire Fighting) - Camp Rapid
    - 451st Engineer Detachment (Fire Fighting) - Camp Rapid

  - Detachment 2, 174th Cyber Protection Team - Camp Rapid
  - 707th JAG Detachment - Camp Rapid
- 152nd Combat Sustainment Support Battalion
  -  Headquarters & Headquarters Company - Brookings
  -  1742nd Transportation Company (-) (Medium Truck, Cargo) - Sioux Falls
    - Detachment 1 - Flandreau

  -  740th Transportation Company (-) (Medium Truck, Cargo) - Milbank
    - Detachment 1 - Aberdeen

  - 147th Army Band - Mitchell
  -  730th Area Support Medical Company - Vermillion
  - 665th Surface Maintenance Company - Mitchell
- Aviation Support Facility #1 - Rapid City Regional Airport
- Company C (-) (MEDEVAC), 1st Battalion, 189th Aviation Regiment (General Support) - Equipaggiata con 6 HH-60M 
  - Detachment 2, HHC, 1st Battalion, 189th Aviation Regiment (General Support)
  - Detachment 2, Company D (AVUM), 1st Battalion, 189th Aviation Regiment (General Support)
  - Detachment 2, Company E (Forward Support), 1st Battalion, 189th Aviation Regiment (General Support)
- Detachment 1, Company B, 1st Battalion, 112th Aviation Regiment - Equipaggiato con 4 UH-72A
- Detachment 1, Company B (AVIM), 935th Aviation Support Battalion
- Detachment 5, Company C, 2nd Battalion, 641st Aviation Regiment - Equipaggiato con 1 C-12T
- Detachment 48, Operational Support Airlift Command

### 196th Regiment, Regional Training Institute
- Headquarters & Headquarters Company - Fort Meade
- 1st Battalion (OCS) - Fort Meade